# Abner (calciatore 2000)
Abner Vinicius da Silva Santos (Presidente Prudente, 27 maggio 2000) è un calciatore brasiliano, difensore dell'Olympique Lione e della nazionale brasiliana.

## Caratteristiche tecniche
È un terzino sinistro.

## Carriera

### Club
Cresciuto nel settore giovanile del Ponte Preta, ha esordito in prima squadra il 16 marzo 2019 disputando l'incontro di Campionato Paulista vinto 3-0 contro il Guarani.
Il 5 luglio 2024 viene acquistato dall'Olympique Lione. Il 20 ottobre seguente realizza il suo primo gol per il club nel successo esterno per 0-4 in Ligue 1 contro il Le Havre.

### Nazionale
Il 27 settembre 2024 riceve la sua prima convocazione in nazionale maggiore, con cui esordisce il 10 settembre seguente nella sfida vinta 1-2 in casa del Cile.

## Statistiche

### Presenze e reti nei club
Statistiche aggiornate al 5 febbraio 2025.
| Stagione                  | Squadra                   | Campionato                | Campionato | Campionato | Coppe nazionali | Coppe nazionali | Coppe nazionali | Coppe continentali | Coppe continentali | Coppe continentali | Altre coppe | Altre coppe | Altre coppe | Totale | Totale | Totale |
| Stagione                  | Squadra                   | Comp                      | Pres       | Reti       | Comp            | Pres            | Reti            | Comp               | Pres               | Reti               | Comp        | Pres        | Reti        | Pres   | Reti   |        |
| ------------------------- | ------------------------- | ------------------------- | ---------- | ---------- | --------------- | --------------- | --------------- | ------------------ | ------------------ | ------------------ | ----------- | ----------- | ----------- | ------ | ------ | ------ |
| 2018                      | Ponte Preta               | A1/SP+B                   | 4+9        | 0+1        | CB              | 0               | 0               |                    | -                  | -                  |             | -           | -           | 13     | 1      |        |
| 2019                      | Athl. Paranaense          | A/RJ+A                    | 0+7        | 0          | CB              | 0               | 0               | CL                 | 0                  | 0                  |             | -           | -           | 7      | 0      |        |
| 2020                      | Athl. Paranaense          | A/RJ+A                    | 7+34       | 0+3        | CB              | 2               | 0               | CL                 | 3                  | 0                  | SB          | 1           | 0           | 47     | 3      |        |
| 2021                      | Athl. Paranaense          | A/RJ+A                    | 0+24       | 0+0        | CB              | 6               | 0               | CS                 | 11                 | 1                  |             | -           | -           | 41     | 1      |        |
| 2022                      | Athl. Paranaense          | A/RJ+A                    | 5+28       | 0+1        | CB              | 5               | 0               | CL                 | 12                 | 0                  | RS          | 2           | 0           | 52     | 1      |        |
| Totale Totale Atlético-PR | Totale Totale Atlético-PR | Totale Totale Atlético-PR | 12+93      | 0+4        |                 | 13              | 0               |                    | 26                 | 1                  |             | 3           | 0           | 147    | 5      |        |
| gen.-giu. 2023            | Betis                     | PD                        | 13         | 0          | CR              | 1               | 0               | UEL                | 2                  | 0                  |             | -           | -           | 16     | 0      |        |
| 2023-2024                 | Betis                     | PD                        | 23         | 0          | CR              | 1               | 0               | UEL+UECL           | 5+0                | 0+0                |             | -           | -           | 29     | 0      |        |
| Totale Betis              | Totale Betis              | Totale Betis              | 36         | 0          |                 | 2               | 0               |                    | 7                  | 0                  |             | -           | -           | 45     | 0      |        |
| 2024-2025                 | Olympique Lione           | L1                        | 13         | 1          | CF              | 2               | 0               | UEL                | 4                  | 1                  |             | -           | -           | 19     | 2      |        |
| Totale carriera           | Totale carriera           | Totale carriera           | 167        | 6          |                 | 17              | 0               |                    | 37                 | 2                  |             | 3           | 0           | 224    | 8      |        |

### Cronologia presenze e reti in nazionale
| Cronologia completa delle presenze e delle reti in nazionale ― Brasile | Cronologia completa delle presenze e delle reti in nazionale ― Brasile | Cronologia completa delle presenze e delle reti in nazionale ― Brasile | Cronologia completa delle presenze e delle reti in nazionale ― Brasile | Cronologia completa delle presenze e delle reti in nazionale ― Brasile | Cronologia completa delle presenze e delle reti in nazionale ― Brasile | Cronologia completa delle presenze e delle reti in nazionale ― Brasile | Cronologia completa delle presenze e delle reti in nazionale ― Brasile |
| Data                                                                   | Città                                                                  | In casa                                                                | Risultato                                                              | Ospiti                                                                 | Competizione                                                           | Reti                                                                   | Note                                                                   |
| ---------------------------------------------------------------------- | ---------------------------------------------------------------------- | ---------------------------------------------------------------------- | ---------------------------------------------------------------------- | ---------------------------------------------------------------------- | ---------------------------------------------------------------------- | ---------------------------------------------------------------------- | ---------------------------------------------------------------------- |
| 10-10-2024                                                             | Santiago del Cile                                                      | Cile                                                                   | 1 – 2                                                                  | Brasile                                                                | Qual. Mondiali 2026                                                    | -                                                                      | 85’                                                                    |
| 15-10-2024                                                             | Brasília                                                               | Brasile                                                                | 4 – 0                                                                  | Perù                                                                   | Qual. Mondiali 2026                                                    | -                                                                      |                                                                        |
| 14-11-2024                                                             | Maturin                                                                | Venezuela                                                              | 1 – 1                                                                  | Brasile                                                                | Qual. Mondiali 2026                                                    | -                                                                      | 90+2’                                                                  |
| 19-11-2024                                                             | Salvador                                                               | Brasile                                                                | 1 – 1                                                                  | Uruguay                                                                | Qual. Mondiali 2026                                                    | -                                                                      | 58’                                                                    |
| Totale                                                                 |                                                                        | Presenze                                                               | 4                                                                      |                                                                        | Reti                                                                   | 0                                                                      |                                                                        |